# Ловачко друштво "Фазан" (Зрењанин)
Ловачко друштво "Фазан" се налази у оквиру Ловачког удружења града Зрењанина. ЛД „Фазан“ Зрењанин основано је 1890. године. ЛД „Фазан“ из Зрењанина газдује са око 12500 ха територије. Површина којом располаже друштво подељена је на 3 ловна ревира и то: Граднулица, Кентра и Оповачка страна. ЛД „Фазан“ Зрењанин сачињава око 110 активних ловаца. На редовном збору ловаца, јуна 2020. године, за председника друштва изабран је дугогодишњи члан, Остојић Рајко. Исте године изабрани су и чланови извршног и надзорног одбора. Друштво има свој статут.  

## Активности друштва
ЛД „Фазан“, као и остала друштва на територији Републике Србије, не баве се искључиво ловом, већ и узгојем и заштитом ловних врста и животне средине, као и унапређењу ловства у нашем друштву.  Чланови друштва редовно организују акције износа хране, изградње хранилишта, појилишта и солишта на територији друштва. У зимском периоду ловци овога краја стални су заштитари дивљачи, јер износе храну у ловиште, а посебно у време оштрих зима и великог снега. У склопу ЛД „Фазан“ из Зрењанина налази се и ловачки дом, који се налази на путу између Зрењанина и Михајлова. 
Током 2019. године, акцијом и доприносима ловаца друштва изграђено је прихватилиште за фазанску дивљач уз помоћ средстава АП Војводине. У оквиру традиционалне манифестације града Зрењанина, „Дани пива“, ловачко друштво узма учешће у виду организовања такмичења у кувању гулаша од дивљачи, са циљем унапређења туристичке организације града Зрењанина. Републичко такмичење под називом "Златни гулаш Србије" одржава се у Зрењанину од 2006. године и управо ово такмичење дало је подстицај ловцима ЛД "Фазан" за даље одржавање ове манифестације у оквиру "Дана пива", што је пример традиционалности акција у ловству. Поред "Еколошких дана", заштите ловишта и дивљачи, неговања такмичарског духа, ловци Ловачког друштва "Фазан" већ годинама одржавају и традиционално ловачко такмичење у гађању ловачком пушком под називом "Ускршња шицара". Ова манифестација, која је прешла  у традиционалну, по такмичарском духу не заостаје за сличним такмичењима широм Покрајине и Србије. Наиме, учешће ловаца је изузетно велико, а најбољим стрелцима увек припадају и велике награде. „Шицара“, се организује са циљем дружења ловаца и лепог завршетка у пријатној атмосфери уз ручак и добру забаву.   
У поседу ловачког друштва налази се и одређена површина пољопривредног земљишта, које је искориштено с циљем садње вишегодишњег ремиза. Ово је посебно значајно за војвођанску равницу која нема довољно ремиза, а сам терен не обезбеђује довољну заштиту у време великих снегова, јаких мразева и несношљивих зима. 

## Дивљач на територији друштва
На територији друштва од дивљчи су заступљени: зец, фазан, јаребица и дивља патка, а од високе дивљачи друштво се може похвалити са бројношћу срнеће дивљачи, као и трофејним срндаћима. Дивље свиње се појављују у пролазу, нису стално настањене. Посебна пажња у прихрани се посвећује фазанској дивљачи , које нема у потребном броју у ловишту, а не заостаје ни брига о зецу, чија здрава популација представља пример доброг газдовања ловиштем.
Од предатора заступљени су лисица и шакал. Током летње сезоне у миграцији заступљене су и препелице као и афричке грлице.

## Приходи ловачког друштва
ЛД „Фазан“ остварује приходе од чланарине чланова друштва и ловног туризма.   Ловни туризам се заснива на доласцима домаћих и иностраних ловаца. Организују се ловови на ситне дивљачи, грлице и препелице, у летњем периоду, док у јесењем периоду на фазана, зеца, дивљу патку и дивљу гуску. Што се тиче лова на високу дивљач, организује се пролећни и летњи лов на фазана и срндаћа, као и јесењи лов на срне и лане. Посебна брига води се о срнећој дивљачи, која овде представља значајно извориште девиза у време туристичко комерцијалних ловова. 

## Побратимска друштва
ЛД „Браћа Недић“ из Ваљева и ЛД “Фазан“ из Зрењанина претходних 35 година негују побратимске односе. До потписивања повеље о братимљењу дошло је 1985. године. Касније је протокол сарадње од Ловачког друштва преузела секција "Фазан" Зрењанин. Од тада је почело редовно дружење ловаца ова два града, прво као дводневно, а касније као једнодневно дружење два пута годишње. Након организованог лова два друштва 2015. године, одржана је свечана прослава уз присуство представника и чланова оба друштва, којом је обележено 30 године братимљења ловачких друштава ова два града. 